# Ґустав Дюрш
Ґустав Дюрш (швед. Gustaf Dyrsch, 28 серпня 1890 — 7 травня 1974) — шведський вершник.